# Ramón Fonseca Mora
Ramón Fonseca Mora   (Ciutat de Panamà, 14 de juliol de 1952 - Ciutat de Panamà, 8 de maig de 2024) va ser un advocat i escriptor panameny. Va estudiar Dret i Ciències Polítiques a la Universitat de Panamà i l'Escola d'Economia i Ciència Política de Londres. Va treballar a la seu de l'Organització de les Nacions Unides en Ginebra, Suïssa. El 1977 va fundar al costat de Jurgen Mossack el bufet jurídic Mossack Fonseca.
Va obtenir el premi Ricardo Miró en dues ocasions per les novel·les La dansa de les papallones (1994) i Somiar amb la ciutat (1998).
D'altra banda, Fonseca va ser soci fundador i primer president de la Càmera Panamenya del Llibre, i president de la Fundació Ojitos d'Ángel, creada en 2007.

## Obres
- 1976, Las Cortes Internacionales de Justicia
- 1977, Reflexiones de Derecho Judicial
- 1985, Compañías Panameñas
- 1988, Panamá, un viejo lugar bajo el sol
- 1998, Soñar con la ciudad
- 1994, La danza de las mariposas
- 1996, La ventana obierta
- 1995, L'a Isla de les Iguanas
- 2000, 4 Mujeres vestidas de Negro
- 2007, El Desenterrador
- 2009, Ojitos de Angel
- 2012, Míster Politicus

Ojitos d'Ángel, és un llibre supervendes a Panamà, Perú i Veneçuela, amb vendes que superen els 75 000 exemplars.